# カルダス・デ・レイス

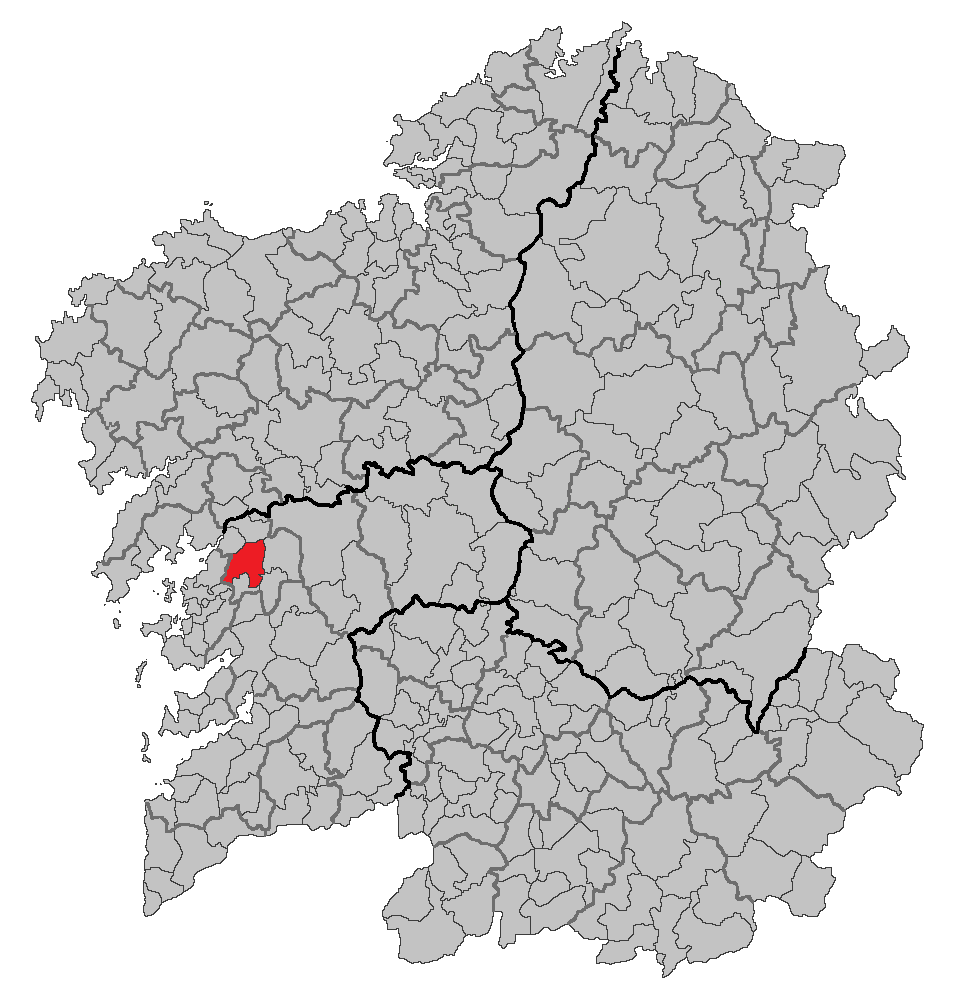
ガリシア州内の位置

カルダス・デ・レイス（Caldas de Reis）は、スペイン、ガリシア州、ポンテベドラ県の自治体、コマルカ・デ・カルダスに属する。ガリシア統計局によると、2012年の人口は10,008人（2011年：10,060人、2010年：10,045人、2009年：10,036人、2004年：9,522人）。住民呼称は、男女同形のcaldense。カスティーリャ語表記はCaldas de Reyes（カルダス・デ・レージェス）。
ガリシア語話者の自治体住民に占める割合は94.61%（2001年）。

## 地理
カルダス・デ・レイスはポンテベドラ県の北部に位置し、コマルカ・デ・カルダスに属する。北がバルガと、東がクンティスとモラーニャ、南がポルタスとビラノーバ・デ・アロウサ、西がビラガルシーア・デ・アロウサ、西から北がカトイラの各自治体と隣接している。 県都ポンテベドラからは21kmの距離にある。また、カルダス・デ・レイスは人口が密集しており、伝統的にコマルカの中心のひとつであったが、近年はその影響がポンテセスーレス、クンティスやカンポ・ラメイロにまで広がっている。
カルダス・デ・レイスはカルダス・デ・レイス司法管轄区に属し、同管轄区の中心自治体である。

### 人口
住民は9の教区の73の地区（集落）に居住する。
| カルダス・デ・レイスの人口推移 1900－2010               |
|                                                         |
| 出典:INE（スペイン国立統計局）1900年 - 1991年、1996年 - |

## 歴史
ローマ人はこの地に温泉を発見し、定住した。また、ローマ時代のローマ街道地図（Itinerario de Antonino）にはブラカラ・アウグスタ（現ブラガ）とアストゥリカ・アウグスタ（現アストルガ）を結ぶローマ街道19号線の個所にこの地の地名が記されている。
カルダスには司教座が、569年にイリア（現パドロン）に移転するまで、置かれていた。
カルダスはカスティーリャ女王ウラカとガリシア伯ライムンド・デ・ボルゴーニャの息子でガリシア王で後に、レオンとカスティーリャの王位もいただくアルフォンソ7世によって王たちのを意味する"デ・レイス"が付け加えられ、カルダス・デ・レイスと命名された。

## 史跡
自治体内にはカストロや、パソと呼ばれるガリシア伝統の御屋敷がいくつも残されている。
自治体の中心市街地にあるベルマーニャの橋（Ponte de Bermaña）は創建がローマ時代にさかのぼり、16世紀に修復されたものである。

## 政治
自治体首長はガリシア社会党（PSdeG-PSOE）のフアン・マヌエル・レイ・レイ（Juan Manuel Rey Rey）、自治体評議員はガリシア社会党：8、ガリシア国民党（PPdeG）：7、ICdR：1、ガリシア民族主義ブロック（BNG）：1となっている（2011年5月22日の自治体選挙結果、得票順）。
| 1999年6月13日自治体選挙 |        |        |          |
| 政党                    | 得票数 | 得票率 | 獲得議席 |
| PSdeG-PSOE              | 3,090  | 57.36% | 8        |
| PPdeG                   | 1,616  | 30.00% | 4        |
| BNG                     | 622    | 11.55% | 1        |

| 2003年5月25日自治体選挙 |        |        |          |
| 政党                    | 得票数 | 得票率 | 獲得議席 |
| PSdeG-PSOE              | 3,444  | 59.32% | 8        |
| PPdeG                   | 1,540  | 26.52% | 4        |
| BNG                     | 760    | 13.09% | 1        |

| 2007年5月27日自治体選挙 |        |        |          |
| 政党                    | 得票数 | 得票率 | 獲得議席 |
| PSdeG-PSOE              | 2,773  | 45.69% | 6        |
| PPdeG                   | 2,111  | 34.78% | 5        |
| BNG                     | 642    | 10.58% | 1        |
| ICdR                    | 436    | 7.18%  | 1        |
| EU-IU                   | 43     | 0.71%  | 0        |

| 2011年5月22日自治体選挙 |        |        |          |
| 政党                    | 得票数 | 得票率 | 獲得議席 |
| PSdeG-PSOE              | 2,603  | 43.35% | 8        |
| PPdeG                   | 2,366  | 39.41% | 7        |
| ICdR                    | 493    | 8.21%  | 1        |
| BNG                     | 415    | 6.91%  | 1        |
| EU-IU                   | 54     | 0.90%  | 0        |

## 教区
カルダス・デ・レイスは9の教区に分けられる。
- アルコス・ダ・コンデサ（サンタ・マリーア）
- ベミル（サンタ・マリーア）
- カルダス・デ・レイス（サン・トメ・エ・サンタ・マリーア）
- カルダス・デ・レイス（サンタ・マリーア）
- カラセード（サンタ・マリーニャ）
- ゴードス（サンタ・マリーア）
- サイアール（サント・エステーボ）
- サン・クレメンテ・デ・セサール（サン・クレメンテ）
- サント・アンドレ・デ・セサール（サント・アンドレ）